# Palacio de Hielo Txuri Urdin
El Palacio de Hielo Txuri Urdin (en euskera Txuri Urdin izotz jauregia) es un pabellón de hockey sobre hielo ubicado en San Sebastián, la capital de Guipúzcoa. Es la sede del Club Hockey Hielo Txuri Urdin, donde juega sus partidos como local. Está ubicado en la Ciudad Deportiva Anoeta, entre el estadio de Anoeta, el hotel Anoeta y el polideportivo Paco Yoldi.
Fue construido en 1971 y sometido a una remodelación integral en 1999. Cuenta con una pista de hielo de tamaño reglamentario para competiciones internacionales de hockey sobre hielo y patinaje artístico, que también es apta para la práctica de todo tipo de actividades lúdicas sobre hielo. El graderío tiene una capacidad de 650 espectadores. Además, dispone de gimnasio y una cafetería con vistas a la pista de hielo. 
Como curiosidad, la fachada frontal del palacio de hielo Txuri Urdin, que mira hacia el paseo de Anoeta, guarda una gran similitud con las cinco fachadas exteriores del Instituto Oianguren de Ordizia, ya que ambos edificios fueron construidos en la misma época.